# Noah Mbamba
Pour les articles homonymes, voir Mbamba.
Noah Mbamba, né le 5 janvier 2005 à Ixelles (Bruxelles) en Belgique, est un footballeur belge qui joue au poste de milieu de terrain au FCV Dender EH, en prêt du Bayer Leverkusen.

## Biographie

### En club
Noah Mbamba fait ses débuts pour le Club NXT, l'équipe des moins de 23 ans du Club Bruges KV, le 22 janvier 2021, lors d'un match de deuxième division belge contre le Lierse Kempenzonen.
Il signe son premier contrat professionnel pour les Blauw en Zwart le 12 février 2021 jusqu'en 2023.
Le 23 mai 2021, il fait ses débuts avec l'équipe première et devient immédiatement champion de Belgique, étant titularisé pour le dernier match de la saison contre le KRC Genk,,.
Le 14 janvier 2023, Mbamba quitte le Club pour rejoindre le Bayer Leverkusen où il signe un contrat portant jusqu'en 2028
Le 19 juin 2024, le Bayer Leverkusen annonce son prêt au Fortuna Dusseldorf pour la saison 2024-2025. Lors du mercato hivernal 2024-2025, il est prêté pour le reste de la saison au FCV Dender EH.

## Palmarès

### En club
|  |  | Club Bruges KV - Championnat de Belgique (2) : - Champion : 2021 et 2022. - Supercoupe de Belgique (2) : - Vainqueur : 2021 et 2022. |  |  | Bayer Leverkusen - Championnat d'Allemagne (1) : - Champion : 2024. - Coupe d'Allemagne (1) : - Vainqueur : 2024. |